# Nakamigawaia
Nakamigawaia is een geslacht van weekdieren uit de klasse van de Gastropoda (slakken).

## Soort
- Nakamigawaia spiralis Kuroda & Habe, 1961